# Roger Hollis
Roger Hollis, sir (1905–1973), funkcjonariusz brytyjskich służb specjalnych, dyrektor generalny brytyjskiej służby bezpieczeństwa i kontrwywiadu MI5 od 1956 do 1965 roku.